# 阮云华
阮云华（1962年10月—）原名阮荣华，男，生于湖北通山，独立作家，著有小说《猪食洞》等。

## 事件
2012年12月4日参与发起网上“呼吁官员财产公示建议书”签名活动，于2013年1月1日遭受身份不明者绑架16小时，引起社会广泛关注；
2013年1月16日，策划发起参与“呼吁官员财产公示建议书”全国行签名活动，途经珠海、长沙、邵阳、南昌、上海、南京、郑州、开封、西安、兰州、西宁、重庆和北京等13个城市，途中遭遇警方的干扰，如围堵、夺旗帜、羁押等，在北京被扣36小时。